# ECフラメンゴ

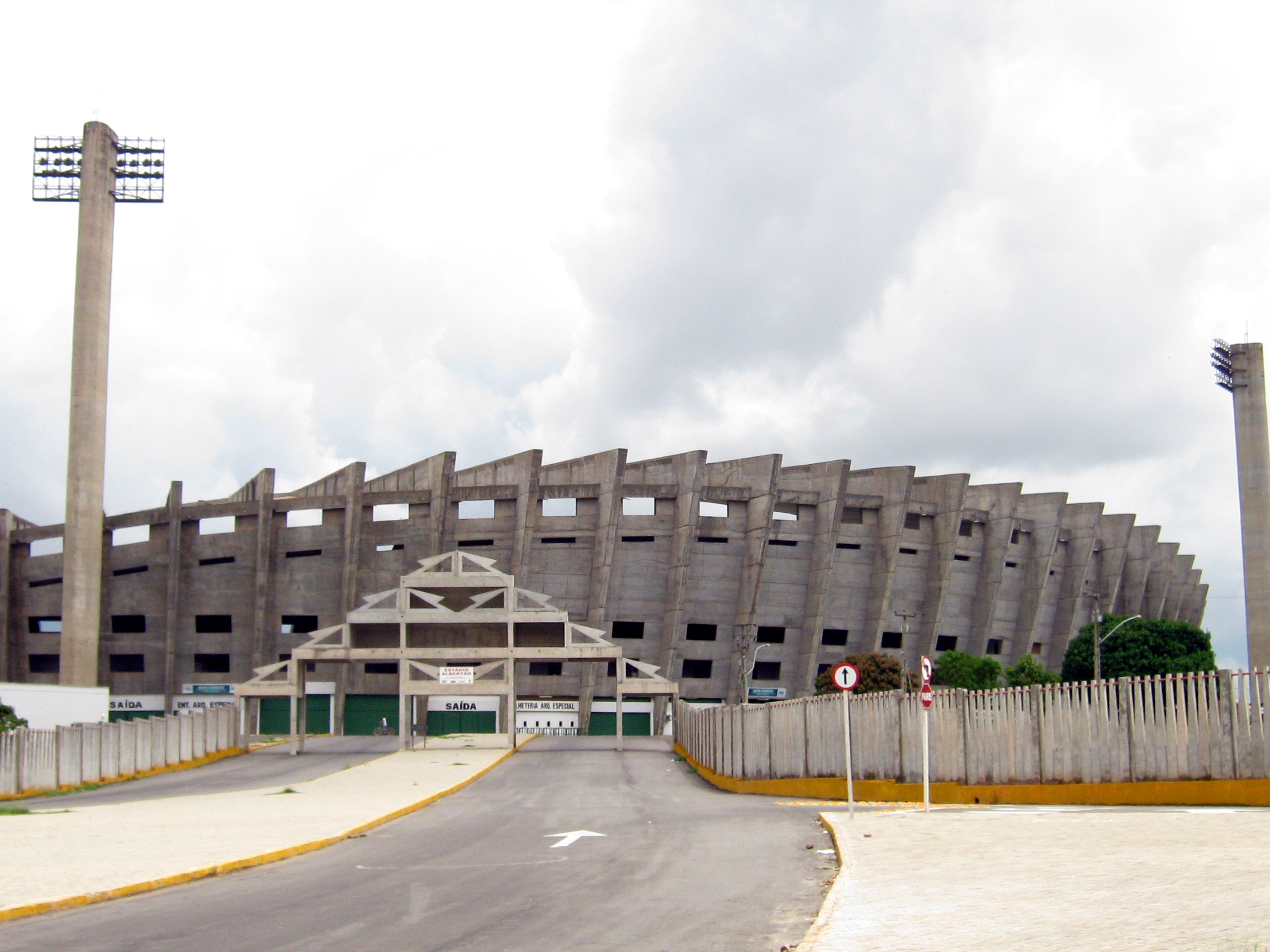
エスタジオ・ゴヴェルナドール・アウベルト・タヴァレス・シウヴァ

ECフラメンゴ (ポルトガル語: Esporte Clube Flamengo) は、ブラジル・ピアウイ州テレジーナを本拠地とするサッカークラブである。ブラジル国内にはフラメンゴと名乗るクラブが他にもあるため、フラメンゴ-PIと表記されることがある。1937年12月8日に設立。

## 歴史
ECフラメンゴは1937年12月8日に設立された。カンピオナート・ピアウイエンセ（ピアウイ州選手権）に16回優勝（2016年時点）しており、 同大会ではリヴェルACに次いで2番目に成功しているクラブである。
タッサ・ブラジルには2度参加した。最初の1965年は北部グループ1回戦でサンパイオ・コヘイアFCに敗れた。2度目の1966年は北部グループの準決勝に進んだが、パイサンドゥSCに敗れた。
またカンピオナート・ブラジレイロ・セリエA（ブラジル全国選手権1部）にも数回参加している。初参加となった1976年は第1ステージで敗退した。1977年と1978年はグループ最下位に終わった。1980年に選手権に復帰したが、再び第1ステージで敗れた。5年後の1985年に再び参加し、グループの8位になった。2000年のコパ・ジョアン・アヴェランジェでは、モドゥロ・ヴェルデの第2ステージに進んだ。
コパ・ド・ブラジルでは1989年の第1回大会に参加し、1回戦でグアラニFCに敗れた。同カップ戦にはそれ以降も数回参加している。

## タイトル
- カンピオナート・ピアウイエンセ : 17回
  - 1939, 1942, 1944, 1945, 1946, 1964, 1965, 1970, 1971, 1976, 1979, 1984, 1986, 1987, 1988, 2003, 2009

## スタジアム
ホームゲームはテレジーナにあるエスタジオ・ゴヴェルナドール・アウベルト・タヴァレス・シウヴァ、通称アウベウトン (Albertão) で行われる。スタジアムの収容人数は52,296人で、1973年8月26日に開場した。

## ライバル
フラメンゴとリヴェルとのライバル関係はリヴェンゴ (Rivengo) として知られる。このダービーの最初の試合は1948年4月25日にあり、0-0の引き分けだった。